# Eucharistiner
Die Eucharistiner, auch Kongregation vom Allerheiligsten Sakrament – Societas Sanctissimi Sacramenti (Ordenskürzel: SSS), sind eine römisch-katholische Ordensgemeinschaft, die sich besonders für die Verbreitung einer eucharistischen Spiritualität einsetzt. Sie wurde 1856 in Paris von Pierre Julien Eymard gegründet. Ihr Wahlspruch lautet: „Dein Eucharistisches Reich komme – Adveniat Regnum Tuum Eucharisticum“.

## Gründung
Der französische Ordenspriester Pierre Julien Eymard, der dem Maristenorden angehörte, war schon seit seiner Kindheit ein großer Verehrer der Eucharistie. Am 21. Januar 1851 hatte er eine Vision, in der die Gottesmutter beklagte, dass es bislang noch keinen Orden gab, der sich vor allem anderen der Verehrung des Altarsakramentes widmet. Eymard verstand diese Vision als Aufruf, eine Kongregation zur Verehrung der Eucharistie zu gründen.
Am 13. Mai 1856 erhielt Eymard vom Bischof von Paris die Erlaubnis, ein Kloster der neuen Kongregation in der französischen Hauptstadt zu errichten. Doch musste er das Ordenshaus bald wieder schließen und sich nach einem anderen Domizil umsehen. Die Eucharistiner der Gründerzeit lebten überaus arm, sodass viele Eymard wieder verließen. Anastasius Hartmann, der Apostolische Vikar von Bombay, hielt sich damals gerade in Paris auf und verkehrte dort im Umkreis von Pierre Julien Eymard. Bischof Hartmann nahm im neu eingerichteten Ordenshaus der Eucharistiner, am 6. Januar 1857, die erste feierliche Aussetzung des Hl. Altarsakramentes zur Anbetung vor. Im Jahr 1858 hatte der Orden 12 Mitglieder. Tätig waren sie vor allem in der Eucharistievorbereitung sowohl von Kindern wie auch von Erwachsenen.
Am 3. Juni 1863 wurden die Eucharistiner von Papst Pius IX. als Kongregation anerkannt. Seit 1866 betreut der Orden die Kirche Santi Claudio e Andrea dei Borgognoni in Rom.  Zwei Jahre später, am 1. August 1868, starb Eymard. Nachfolger als Oberer der Kongregation wurde sein langjähriger Weggefährte Raymond de Cuers (1809–1871). Von 2011 bis 2024 war der Brasilianer Eugênio Barbosa Martins Generalsuperior der Kongregation.

## Geschichte
Im Jahr 1895 erteilte Papst Leo XIII. dem Orden die endgültige Approbation. Die Kongregation verbreitete sich zunächst von Frankreich aus in verschiedenen Ländern Europas: unter anderem in Belgien, Österreich, Deutschland, der Schweiz, Niederlande und Spanien. Als zu Beginn des 20. Jahrhunderts viele Kardinäle und Bischöfe ein wachsendes Interesse an der Verbreitung der eucharistischen Frömmigkeit an den Tag legten, wuchs auch weltweit das Interesse an den Eucharistinern. Zunächst konnten sie in Montreal ein Haus errichten, von dort aus gründeten sie Klöster in den USA, sodass 1931 eine selbstständige amerikanische Provinz errichtet wurde. Von den Vereinigten Staaten gelangten sie nach Australien und die Philippinen und von dort nach Indien und Sri Lanka.
Heute sind Eucharistiner auf allen fünf Erdteilen verbreitet. Der Orden hat weltweit rund 895 Mitglieder. In Europa existieren nur zwei Provinzen (Nord mit Deutschland) und Süd (mit Österreich).

## Tätigkeiten
Eucharistiner sind in sämtlichen Formen der Pastoral tätig, so in der Jugendseelsorge, Erwachsenenbildung, Pfarreiarbeit und Mission. Grundlage ihrer Arbeit ist eine Eucharistische Spiritualität, die wiederum zum Dienst an der Gemeinschaft innerhalb des Ordens wie auch in der Pastoral zum Dienst am Nächsten herausfordert. Ein konkretes Ziel ihrer Seelsorge ist, das Verständnis für die Eucharistie zu fördern. Eucharistiner wollen dabei Wege zu einer aktiven, freudigen und fruchtbaren Teilnahme am Gottesdienst aufzeigen.

## Gebäude und Niederlassungen im deutschsprachigen Raum
- Bozen: Kloster und Herz-Jesu-Kirche.[5]
- Düren: Kloster und Kirche, von 1972 bis 2000.
- Meran: Kloster.[6]
- Oberkotzau im Hofer Land: Kloster bei der Oberkotzauer Pfarrkirche St. Antonius.[7]
- Ommerborn (Erzbistum Köln): Kloster mit Kapelle und Gästehaus, 1921 bis 2009[8]
- Wien: Kloster und Kirche Neulandschule Laaerberg, von 1929 bis 1947.
- Wien: Kloster bei der Gumpendorfer Pfarrkirche, seit 1946.[9]